# Södra Jämtland-Härjedalens kontrakt
Södra Jämtland-Härjedalen kontrakt är från 2018 ett kontrakt i Härnösands stift inom Svenska kyrkan. 
Kontraktskoden är 1014.

## Administrativ historik
Kontraktet bildades den 1 januari 2018 av
Berg-Härjedalens kontrakt med
- Bergs församling
- Hackås församling
- Hedebygdens församling
- Oviken-Myssjö församling
- Rätan-Klövsjö församling
- Svegsbygdens församling
- Tännäs-Ljusnedals församling
- Ytterhogdal, Överhogdal och Ängersjö församling
- Åsarne församling

Bräcke-Ragunda kontrakt med 
- Borgvattnets församling
- Bräcke-Nyhems församling
- Fors församling
- Hällesjö-Håsjö församling
- Ragunda församling
- Revsund, Sundsjö, Bodsjö församling
- Stuguns församling

del av Östersunds kontrakt med
- Brunflo församling
- Lockne församling
- Marieby församling
- Näs församling

1 januari 2022 bildades Sydöstra Jämtlands pastorat dit de församlingar och pastorat inom kontraktet fördes som inte är del av Härjedalens pastorat.